# Ex aequo
Ex aequo is een Latijnse uitdrukking die betekent van hetzelfde. Deze uitdrukking wordt in het Nederlands ook wel als zodanig gebruikt, voornamelijk bij prijsuitreikingen. 
Grammaticaal gezien bestaat de uitdrukking uit het voorzetsel ex en de ablatief van aequus (vrouwelijk: aequa, onzijdig: aequum). Het Latijnse ex betekent hier van en aequus betekent gelijk.
De uitdrukking wordt gebruikt wanneer in verkiezingen of sport- en spel-situaties twee deelnemers of deelnemersgroepen op gelijke hoogte eindigen. 
Ex aequo is niet hetzelfde als gelijkspel: bij ex aequo winnen twee personen of groepen dezelfde prijs, de hoogste van de twee prijzen waarom gespeeld werd. Bij gelijkspel eindigt een wedstrijd onbeslist; bij bijvoorbeeld voetbal en schaken krijgen de deelnemers bij gelijkspel minder punten dan bij winst. Bij een fotofinish is het tegenwoordig onwaarschijnlijk dat twee deelnemers precies gelijk eindigen. Er is altijd wel een miniem verschil. Anders is dat als de wedstrijd om een aantal punten gaat.
Bij sommige wedstrijden, zoals bijvoorbeeld bij een quiz, wordt, wanneer twee deelnemers evenveel vragen goed hebben beantwoord, om ex aequo te voorkomen, nog een extra vraag gesteld waarop een nauwkeurig antwoord vrijwel onmogelijk is. Er wordt bijvoorbeeld gevraagd naar het aantal knikkers in een vaas. De deelnemer, die het juiste aantal het dichtst benadert, is dan de winnaar.

## Enkele voorbeelden
- Bij de Elfstedentochten van 1933 en 1940 kwamen enkele schaatsers, na een afspraak onderweg, hand in hand over de finish. Het bestuur besloot dit toen te verbieden. Toen het in 1956 weer gebeurde, werd er geen winnaar aangewezen.
- Bij de 100 meter vrije slag zwemmen op de Olympische Zomerspelen 1984 kwamen de Amerikaanse zwemsters Nancy Hogshead en Carrie Steinseifer beiden op een tijd van 55,92 uit, waardoor ze allebei een gouden medaille kregen. Er werd geen zilveren medaille uitgereikt. Bij de Olympische Zomerspelen van 2016 in Rio de Janeiro eindigden Simone Manuel en Penny Oleksiak op de 100 meter vrije slag eveneens ex aequo. Beiden wonnen goud in een tijd van 52,70.
- Bij de John W. Campbell Memorial Award-verkiezing voor de beste sciencefictionroman in 1974 eindigden Arthur C. Clarke en Robert Merle ex aequo op de eerste plaats. Ook in 2002 waren er twee winnaars: Jack Williamson en Robert Charles Wilson.
- Op het Eurovisiesongfestival 1969 kregen vier landen het hoogste aantal punten als einduitslag: achttien punten. Zoiets was nooit eerder voorgekomen en daardoor kwamen deze vier landen ex aequo op de eerste plaats terecht. Lenny Kuhr, Lulu, Frida Boccara en Salomé wonnen respectievelijk voor Nederland, Verenigd Koninkrijk, Frankrijk en Spanje. Ze kregen ook alle vier een medaille en een kristallen beker als prijs.